# Liste der Baudenkmale in Paihia
Die Liste der Baudenkmale in Paihia umfasst alle vom New Zealand Historic Places Trust (NZHPT) als „Historic Place“ oder „Historic Area“ eingestuften Baudenkmale und Flächendenkmale der neuseeländischen Ortschaft Paihia. Die Angaben stammen aus dem Register des NZHPT. Die Bezeichnungen der Baudenkmale orientieren sich an diesem Register. In die Liste werden auch bekannte Wahi Tapu (Area), kulturell und religiös bedeutsame Stätten und Gebiete der Māori, aufgenommen. Sie werden jedoch meist nicht publiziert.

| Bild                                                                                     | Bezeichnung                                                                              | Ort                | Anschrift                                                                                 | Beschreibung                                                            | Bauzeit    | Eintrag           | Nummer | Kat. |
| ---------------------------------------------------------------------------------------- | ---------------------------------------------------------------------------------------- | ------------------ | ----------------------------------------------------------------------------------------- | ----------------------------------------------------------------------- | ---------- | ----------------- | ------ | ---- |
| weitere Bilder                                                                           | Waitangi Treaty Monument                                                                 | Paihia             | Te Karuwha Parade Karte                                                                   | Denkmal für den Vertrag von Waitangi                                    | 1880–1881  | 19. März 1987     | 0071   | 1    |
| Williams Memorial Church of St Paul including churchyard and grave monuments and markers | Williams Memorial Church of St Paul including churchyard and grave monuments and markers | Paihia             | Marsden Road Karte                                                                        | Kirche einschließlich Friedhof                                          | 1925–1926  | 27. Juni 1985     | 3824   | 1    |
| BW                                                                                       | William Williams House Ruins                                                             | Paihia             | Marsden Road Karte                                                                        | Ruine eines Wohnhauses                                                  | 1832       | 25. November 1983 | 0403   | 2    |
| BW                                                                                       | Colenso's Printing Workshop Ruins                                                        | Paihia             | Marsden Road Karte                                                                        | Ruine einer Druckerei                                                   | 1841       | 25. November 1983 | 0404   | 2    |
| BW                                                                                       | Canon P. T. Williams House                                                               | Paihia             | Williams Road Karte (ungenau)                                                             | Wohnhaus                                                                | 1920       | 6. September 1984 | 3830   | 2    |
|                                                                                          | Hall House [Relocated]                                                                   | Paihia (verlagert) | ehemals 34 Marsden Road, Paihia, (heute lt NZHPT am SH1, dieser verläuft nicht in Paihia) | Wohnhaus                                                                | 1908       | 6. September 1984 | 3835   | 2    |
| Henry Williams Memorial                                                                  | Henry Williams Memorial                                                                  | Paihia             | 36 Marsden Road Karte                                                                     | Grabmal für Henry Williams auf dem Gelände der Williams Memorial Church | n.a.       | 6. September 1984 | 3836   | 2    |
|                                                                                          | Ruins (Hugh Carlton's House)                                                             | Paihia             | Williams Road                                                                             | Ruinen eines Wohnhauses                                                 | n.a.       | 6. September 1984 | 3938   | 2    |
| BW                                                                                       | Mary Williams Garden                                                                     | Paihia             | 4 Williams Road Karte                                                                     | Garten eines Privathauses                                               | 1900 (vor) | 27. Oktober 1995  | 7278   | 2    |
| BW                                                                                       | Kuia Rongouru                                                                            | Paihia             | Taylor Island vor der Küste Paihias Karte                                                 | Wahi Tapu                                                               | n.a.       | 23. Juni 2005     | 7600   | WT   |
| BW                                                                                       | Maiki o Manukaihuia                                                                      | Paihia             | Flagstaff Hill, Marsden Road Karte                                                        | Wahi Tapu                                                               | n.a.       | 23. Juni 2005     | 7602   | WT   |